# Ronchi Isa

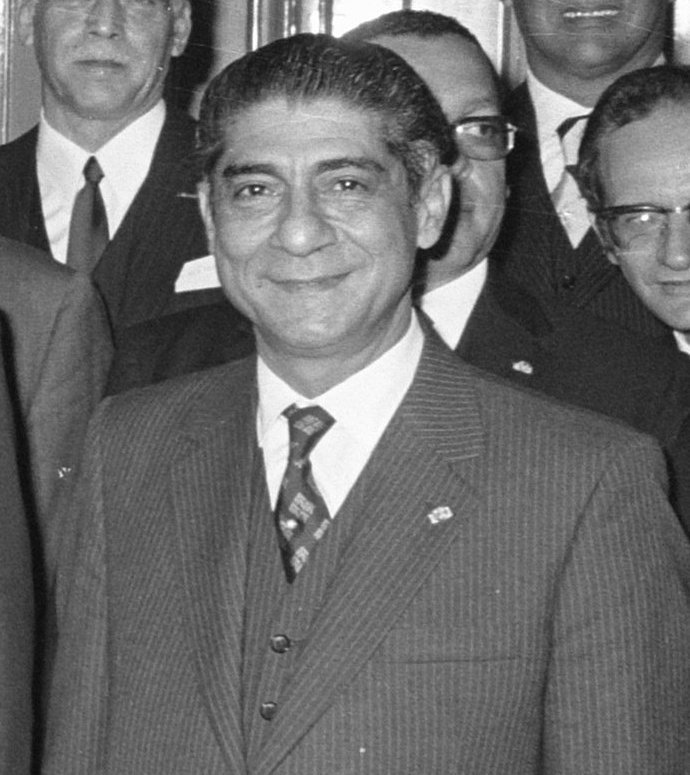
Ronchi Isa in 1972

Ramez Jorge 'Ronchi' Isa (Willemstad, 17 oktober 1917 – 17 maart 2005) was een politicus van de Nederlandse Antillen. In 1971 en van november 1972 tot 1973 was hij premier en leider van de toenmalige Democratische Partij (DP).

## Levensloop
Ronchi Isa werd in 1917 geboren uit Libanese ouders. Hij was een van de oprichters van de Democratische Partij (DP) van Curaçao. Hij was vier keer kabinetsformateur, drie keer minister van Financiën, twee keer minister-president en één keer statenvoorzitter van de Nederlandse Antillen. Tijdens de opstand van 30 mei 1969 was hij minister van Financiën.
Moises Frumencio da Costa Gomez · 
Efraïn Jonckheer · 
Ciro Kroon ·
Gerald Sprockel ·
Ernesto Petronia ·
Ronchi Isa ·
Otto Beaujon · 
Juancho Evertsz · 
Lucina da Costa Gomez-Matheeuws ·
Boy Rozendal ·
Miguel Pourier · 
Don Martina ·
Maria Liberia-Peters · 
Suzy Camelia-Römer ·
Alejandro Felippe Paula · 
Etienne Ys ·
Ben Komproe ·
Mirna Louisa-Godett ·
Emily de Jongh-Elhage